# Trigonobela perfenestrata
Trigonobela perfenestrata is een vlinder uit de familie van de grasmotten (Crambidae). De wetenschappelijke naam van deze soort is voor het eerst voorgesteld als Botys perfenestrata door Arthur Gardiner Butler in een publicatie uit 1882.
De spanwijdte is ongeveer 3 centimeter.
De soort komt voor in Papoea-Nieuw-Guinea en Australië (Noordelijk Territorium, Queensland).